# Czerniejewo (gmina)
Czerniejewo est une gmina mixte du powiat de Gniezno, Grande-Pologne, dans le centre-ouest de la Pologne. Son siège est la ville de Czerniejewo, qui se situe environ 14 km au sud-ouest de Gniezno et 39 km à l'est de la capitale régionale Poznań.
La gmina couvre une superficie de 112,01 km2 pour une population de 6 913 habitants en 2006.

## Géographie

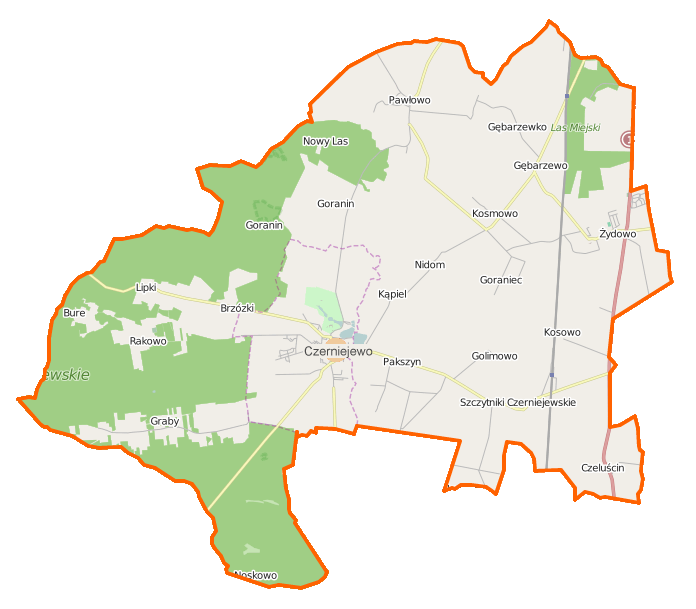
Plan de la gmina.

Outre la ville de Czerniejewo, la gmina inclut les villages et les localités de :
- Czeluścin
- Gębarzewo
- Goraniec
- Goranin
- Graby
- Kąpiel
- Kosowo
- Nidom
- Pakszyn
- Pakszynek
- Pawłowo
- Rakowo
- Szczytniki Czerniejewskie
- Żydowo

### Gminy voisines
La gmina de Czerniejewo est bordée des gminy de :
- Gniezno (gmina rurale)
- Gniezno (gmina urbaine)
- Łubowo
- Nekla
- Niechanowo
- Pobiedziska
- Września

## Structure du terrain
D'après les données de 2002 la superficie de la commune de Czerniejewo est de 112,01 km2, répartis comme tel :
- terres agricoles : 62 %
- forêts : 30 %

La commune représente 8,93 % de la superficie du powiat.

## Démographie
Données du 30 juin 2008 :
| Description        | Total  | Total | Femmes | Femmes | Hommes | Hommes |
| ------------------ | ------ | ----- | ------ | ------ | ------ | ------ |
| Unité              | Nombre | %     | Nombre | %      | Nombre | %      |
| population         | 6 984  | 100   | 3 522  | 50,4   | 3 462  | 49,6   |
| Densité (hab./km²) | 61,4   | 61,4  | 30,2   | 30,2   | 31,2   | 31,2   |